# Echinops telfairi
 Тази статия е за мадагаскарския бозайник.  За род от семейство Сложноцветни вижте Челядник.  
Echinops telfairi е вид бозайник от семейство Тенрекови (Tenrecidae), единствен представител на род Echinops.

## Разпространение
Видът е разпространен в Мадагаскар.